# Episodi di Law & Order: Organized Crime (prima stagione)
La prima stagione della serie televisiva Law & Order: Organized Crime, composta da 8 episodi, è stata trasmessa in prima visione negli Stati Uniti d'America su NBC dal 1º aprile al 3 giugno 2021.
In Italia, la stagione è stata trasmessa in prima visione su Top Crime dal 3 al 24 marzo 2022.
| n° | Titolo originale                   | Titolo italiano                           | Prima TV USA   | Prima TV Italia |
| -- | ---------------------------------- | ----------------------------------------- | -------------- | --------------- |
| 1  | What Happens in Puglia             | Quello che succede in Puglia              | 1º aprile 2021 | 3 marzo 2022    |
| 2  | Not Your Father's Organized Crime  | Non è il crimine organizzato di tuo padre | 8 aprile 2021  | 10 marzo 2022   |
| 3  | Say Hello to My Little Friends     | Saluta il mio piccolo amico               | 15 aprile 2021 | 10 marzo 2022   |
| 4  | The Stuff That Dreams Are Made Of  | La sostanza di cui sono fatti i sogni     | 22 aprile 2021 | 10 marzo 2022   |
| 5  | An Inferior Product                | Un prodotto inferiore                     | 13 maggio 2021 | 17 marzo 2022   |
| 6  | I Got This Rat                     | Ho preso questa spia                      | 20 maggio 2021 | 24 marzo 2022   |
| 7  | Everybody Takes a Beating Sometime | Chiunque prende una batosta, prima o poi  | 27 maggio 2021 | 24 marzo 2022   |
| 8  | Forget It , Jake; It's Chinatown   | Lascia stare, Jake, è Chinatown           | 3 giugno 2021  | 24 marzo 2022   |

## Quello che succede in Puglia
- Titolo originale: What Happens in Puglia
- Diretto da: Fred Berner
- Scritto da: Ilene Chaiken (soggetto e sceneggiatura), Dick Wolf (soggetto) e Matt Olmstead (soggetto)

### Trama
Il detective Elliot Stabler, ora membro di una squadra d'élite che lotta contro il crimine organizzato, si trasferisce a New York dopo anni di assenza e lavora per arrestare una famiglia criminale che ha venduto falsi respiratori N95 e dispositivi di protezione individuale all'estero, mentre cerca i responsabili dell'omicidio di sua moglie.
- Altri interpreti: Mariska Hargitay (Capitano Olivia Benson), Nick Creegan (Richard “Richie” Wheatley Jr.), Ryan Buggle (Noah Porter-Benson), Allison Siko (Kathleen Stabler), Jaylin Fletcher (Ryan Wheatley), Daniel Oreskes (Tenente Marv Moennig), Nicky Torchia (Eli Stabler), Jaylin Fletcher (Ryan Wheatley), Diany Rodriguez (Avvocato Maria Delgado), Allison Siko (Kathleen Stabler), Jeffrey Scaperrotta (Dickie Stabler), Shauna Harley (Pilar Wheatley), DeShawn Harold Mitchell (Stan Fairey), David Greenspan (Pat Sharkey), Davide Borella (Roberto), Chazz Palminteri (Manfredi Sinatra).
- Quest'episodio è la seconda e ultima parte di un crossover iniziato con Il ritorno del figliol prodigo (episodio 22x09 di Law & Order - Unità vittime speciali).
- Ascolti Italia: telespettatori 305 000 – share 1,3% [3]

## Non è il crimine organizzato di tuo padre
- Titolo originale: Not Your Father's Organized Crime
- Diretto da: Ken Girotti
- Scritto da: Ilene Chaiken

### Trama
La squadra indaga sui vaccini COVID-19 rubati che vengono distribuiti a medici corrotti che vendono l'accesso prioritario al vaccino. Nel frattempo, Richard cerca di legare con Richie per l'impero di famiglia, ma Dana cerca di convincere Richie che non ne vale la pena.
- Altri interpreti: Mariska Hargitay (Capitano Olivia Benson), Christina Marie Karis (Dana Wheatley), Charlotte Sullivan (Gina Cappelletti), Ibrahim Renno (Izak Bekher), Michael Rivera (Detective Diego Morales), Ben Chase (Detective Freddie Washburn), Nick Creegan (Richard Wheatley, Jr.), Diany Rodriguez (Avvocato Maria Delgado), Nicky Torchia (Eli Stabler), Shauna Harley (Pilar Wheatley), Nicholas Baroudi (Joey Raven), Julie Tolivar (Helene), Hannah Jane McMurray (Jill).
- Ascolti Italia: telespettatori 212 000 – share 0,9% [4]

## Saluta il mio piccolo amico
- Titolo originale: Say Hello to My Little Friends
- Diretto da: John David Coles
- Scritto da: Rick Marin

### Trama
La squadra ottiene informazioni su una campagna di vaccinazione pubblica organizzata da Richard e cerca di sventarla, ma si rivela tutto inutile perché i lotti dei vaccini rubati non corrispondono a quelli dei vaccini distribuiti. Più tardi, Richie cerca di convincere Gina a vederlo, ma riceve un rifiuto.
- Altri interpreti: Malik Hammond (Luther), Malik Reed (Darius), Christina Marie Karis (Dana Wheatley), Nicholas Baroudi (Joey Raven), Michael Rivera (Detective Diego Morales), Nicky Torchia (Elliot Stabler, Jr.), Charlotte Sullivan (Gina Cappelletti), Allison Siko (Kathleen Stabler), Nick Creegan (Richard Wheatley, Jr.), Daniel Oreskes (Tenente Marv Moennig), Ibrahim Renno (Izak Bekher), Ben Chase (Freddie Washburn), Keren Dukes (Denise), Karl Bury (Danny Lizer), Nicky Torchia (Eli Stabler), Shauna Harley (Pilar Wheatley), Nicholas Baroudi (Joey Raven).
- Ascolti Italia: telespettatori 212 000 – share 0,9% [4]

## La sostanza di cui sono fatti i sogni
- Titolo originale: The Stuff That Dreams Are Made Of
- Diretto da: Fred Berner
- Scritto da: Juliet Lashinsky-Revene

### Trama
Elliot nega il peggioramento del suo disturbo da stress post-traumatico, facendo preoccupare la sua famiglia che si riunisce per cercare di convincerlo a farsi dare aiuto psicologico. Alla riunione è presente anche Olivia Benson, con grande sgomento di Elliot. Nel frattempo, Gina cerca di piazzare una cimice nella cantina di Richard mantenendo la propria copertura.
- Altri interpreti: Mariska Hargitay (Capitano Olivia Benson), Jennifer Van Dyck (Giudice Sharone Lee), Ibrahim Renno (Izak Bekher), Peter Scanavino (Avvocato Sonny Carisi), Charlotte Sullivan (Gina Cappelletti), Michael Rivera (Detective Diego Morales), Ben Chase (Freddie Washburn), Jaylin Fletcher (Ryan Wheatley), Daniel Oreskes (Tenente Marv Moennig), James Murtaugh (Herbert Rixton), Allison Siko (Kathleen Stabler).
- Ascolti Italia: telespettatori 212 000 – share 0,9% [4]

## Un prodotto inferiore
- Titolo originale: An Inferior Product
- Diretto da: Eriq La Salle
- Scritto da: Zachary Reiter

### Trama
Una retata antidroga fallita si conclude con la morte di un informatore e un arresto da parte di agenti violenti del NYPD. Per colpa dell'operazione il nipote di Bell si ritrova ricoverato in ospedale, mentre Stabler lavora con Benson per indagare. Wheatley ordina un attentato a una banda che spaccia Purple Magic senza il suo benestare. Uno dei sopravvissuti è implicato nella fornitura della droga che ha ucciso il fratellastro di Benson, Simon. Elliot apprende da Bekher che Angela ha organizzato l'attentato a Kathy.
- Altri interpreti: Mariska Hargitay (Capitano Olivia Benson), Demore Barnes (Capo Christian Garland), Michael Rivera (Detective Diego Morales), Ibrahim Renno (Izak Bekher), Charlotte Sullivan (Gina Cappelletti), Ben Chase (Freddie Washburn), Daniel Oreskes (Tenente Marv Moennig), Keren Dukes (Denise), Smitty Chai (Kwan Chen), Kevin Craig West (Terrence Bryant), Tyler Bunch (Proprietario del negozio), Danny Olabi (Damon King), Lily Rose (Giana Chen).
- L'episodio è la seconda e ultima parte di un crossover iniziato con Trappola al Moulin (episodio 22x13 di Law & Order - Unità vittime speciali).
- Ascolti Italia: telespettatori 393 000 – share 1,3% [5]

## Ho preso questa spia
- Titolo originale: I Got This Rat
- Diretto da: Bethany Rooney
- Scritto da: Jean Kyoung Frazier e Rick Marin

### Trama
Angela viene arrestata per aver ordinato l'omicidio di Kathy Stabler. Incolpa Richard per averla ingannata dicendole che Elliot era il responsabile della morte di suo figlio Rafiq, quando in realtà lo aveva ucciso Richard perché lo aveva sorpreso a rubare della droga. Angela decide quindi di collaborare alle indagini per vendicarsi di Richard. Nel frattempo, Dana scopre che Gina è una poliziotta sotto copertura e informa Richard che, furioso, ordina a un riluttante Richie di uccidere Gina. Bekher è presente quando Richie esegue l'omicidio.
- Altri interpreti: Nick Creegan (Richard “Richie” Wheatley, Jr.), Ibrahim Renno (Izak Bekher), Michael Rivera (Detective Diego Morales), Christina Marie Karis (Dana Wheatley), Ivo Nandi (Gianluca Silvano), Charlotte Sullivan (Gina Cappelletti), Nicky Torchia (Eli Stabler), Ben Chase (Freddie Washburn), Daniel Oreskes (Tenente Marv Moennig), Wendy Moniz (Avvocato Anne Frasier), Keren Dukes (Denise), Ivo Nandi (Gianluca Silvano), Allison Siko (Kathleen Stabler), Timothy Adams (Capitano Chambliss).
- Ascolti Italia: telespettatori 225 000 – share 1% [6]

## Chiunque prende una batosta, prima o poi
- Titolo originale: Everybody Takes a Beating Sometime
- Diretto da: Jean de Segonzac
- Scritto da: Marcus J. Guillory

### Trama
Uno degli uomini di Richard spara a Bekher, uccidendolo e dicendo a Richie che non può esserci un testimone per l'omicidio di Gina. La squadra organizza una trappola con il trafficante d'armi internazionale Gianluca Silvano, ora informatore, facendogli acquistare illegalmente una partita di vaccini COVID-19 da Richard. Quando l'acquisto va come previsto, Stabler e la squadra entrano per arrestare Richard, suo figlio e i suoi uomini. Richard cerca di scappare su un treno della metropolitana, ma Stabler lo cattura e lo ammanetta. Dana viene arrestata dagli agenti del NYPD presso l'ufficio di Contrapos e anche alcuni dei complici di Wheatley vengono arrestati. Bell scopre che Gina è morta e affronta Richie nella sua cella di prigione.
- Altri interpreti: Ivo Nandi (Gianluca Silvano), Jaylin Fletcher (Ryan Wheatley), Ibrahim Renno (Izak Bekher), Michael Rivera (Detective Diego Morales), Nick Creegan (Richard Wheatley, Jr.), Christina Marie Karis (Dana Wheatley), Nicholas Baroudi (Joey Raven), Charlotte Sullivan (Gina Cappelletti), Ben Chase (Freddie Washburn), Daniel Oreskes (Tenente Marv Moennig), Wendy Moniz (Avvocato Anne Frasier), Keren Dukes (Denise), Ivo Nandi (Gianluca Silvano), Nicholas Baroudi (Joey Raven), Shauna Harley (Pilar Wheatley).
- Ascolti Italia: telespettatori 225 000 – share 1% [6]

## Lascia stare, Jake, è Chinatown
- Titolo originale: Forget It , Jake; It's Chinatown
- Diretto da: Fred Berner
- Scritto da: Zachary Reiter e Juliet Lashinsky-Revene

### Trama
I Wheatley sono formalmente incriminati. Tenuta sotto protezione in un albergo durante il processo, Angela collassa sotto la doccia; nel suo bagno sono trovate tracce di un agente Novicok, un gas velenoso. Wheatley si rivolge a un procuratore degli Stati Uniti per trasferire il suo caso alla corte federale, dove offre i suoi soci in cambio di clemenza. Avendo appreso la verità sull'omicidio di suo nonno, Richie assolda un sicario per uccidere suo padre dalla prigione. Wheatley viene ferito, ma viene salvato da Stabler e Bell. Usando un cellulare nascosto, Wheatley fa in modo che Stabler e Benson si incontrino nell'ospedale dove Angela si sta riprendendo. La sua talpa risulta essere Morales, che viene ucciso da Bell, ma non prima di aver iniettato ad Angela un altro veleno.
- Altri interpreti: Nick Creegan (Richard Wheatley, Jr.), Josh Charles (Vince Baldi), Mariska Hargitay (Capitano Olivia Benson), Christina Marie Karis (Dana Wheatley), Michael Rivera (Detective Diego Morales), Ben Chase (Detective Freddie Washburn), Nick Creegan (Richard Wheatley, Jr.), Wendy Moniz (Avvocato Anne Frasier), Barbara Eve Harris (Athena Davis), Geraldine Hughes (Dott.ssa Katherine Carpenter-Grey), Jennifer Van Dyck (Giudice Sharone Lee), Allison Siko (Kathleen Stabler), Nicky Torchia (Eli Stabler), Shauna Harley (Pilar Wheatley), Jeffrey Scaperrotta (Dickie Stabler).
- Ascolti Italia: telespettatori 225 000 – share 1% [6]